# Куфія Поупа
Куфія Поупа (Trimeresurus popeiorum) — отруйна змія з роду Куфія родини Гадюкові.

## Опис
Загальна довжина сягає 90—170 см. Голова велика, трикутна. Тулуб стрункий зі слабко кілеватою лускою. Забарвлення зелене, за винятком хвоста, який має червоний або червонувато-коричневий колір. У молодих особин з боків тягнеться світла смужка, з якою межує червона смужка. У дорослих куфій світла смуга іноді зберігається.

## Спосіб життя
Полюбляє ліси, особливо маленькі дерева й чагарниках на пагорбах та горах. Активна вночі або у сутінках. Харчується ящірками, жабами й дрібними ссавцями.
Це живородна змія.
Отрута не становить загрози життю людини у випадку своєчасного застосування сироватки.

## Розповсюдження
Мешкає у північній Індії та Південно-Східній Азії.